# Vollmerhausen (Wuppertal)
Vollmerhausen war eine Ortslage im Westen der bergischen Großstadt Wuppertal im Stadtteil Elberfeld. Der Name Vollmerhausen ist als eigenständige Bezeichnung für diese Ortslage mehrheitlich nicht mehr im Bewusstsein der Bevölkerung vorhanden.

## Lage und Beschreibung
Die Ortslage liegt auf einer Höhe von 196 m ü. NHN in der Nähe der heutigen Hindenburgstraße im Wohnquartiers Zoo im Stadtbezirk Elberfeld-West. Benachbarte Ortslagen sind An der Weide, Pickartsberg, Auf'm Kothen, In den Hülsen und Boltenberg.

## Geschichte
1832 gehörte Vollmerhausen zur Pickartsberger Rotte des ländlichen Außenbezirks des Kirchspiels und der Stadt Elberfeld. Der laut der Statistik und Topographie des Regierungsbezirks Düsseldorf als Kotten kategorisierte Ort wurde als Am Volmarshäuschen bezeichnet und besaß zu dieser Zeit ein Wohnhaus und drei landwirtschaftliche Gebäude. Zu dieser Zeit lebten drei Einwohner im Ort, davon alle evangelischen Glaubens.
1891 wurde die Bahnstrecke Elberfeld–Cronenberg („Burgholzbahn“) westlich um die Ortslage herumgeführt. Die Ortslage wurde mit einer Stichstraße aus dem Norden erschlossen. Durch Kriegsgefangene wurde die Hindenburgstraße, die ab 1921 im Adressbuch verzeichnet ist, angelegt. Dadurch fiel die Ortslage durch den Bau der Straße wüst.